# Vall de l'Aragó
La Vall de l'Aragó és una vall dels Pirineus aragonesos dins de la comarca de la Jacetània a la part nord-occidental de la província d'Osca, fronterer amb la Vall d'Aspa (França). Agafa el nom del riu Aragó, que el travessa de nord a sud i neix a prop de la frontera francesa.
A la vall s'hi troben els municipis de:
- Canfranc
- Villanúa
- Castiello de Jaca
- Jaca